# 273 v. Chr.
Portal Geschichte | Portal Biografien | Aktuelle Ereignisse | Jahreskalender | Tagesartikel

◄ |
4. Jahrhundert v. Chr. |
3. Jahrhundert v. Chr. |
2. Jahrhundert v. Chr. |
►

◄ | 290er v. Chr. | 280er v. Chr. | 270er v. Chr. | 260er v. Chr. |
250er v. Chr. |
►

◄◄ | ◄ | 276 v. Chr. | 275 v. Chr. | 274 v. Chr. | 273 v. Chr. |
272 v. Chr. |
271 v. Chr. |
270 v. Chr. |
► |
►►
Staatsoberhäupter

## Ereignisse

### Mittelmeergebiet
- Eine römische Gesandtschaft unter Konsul Fabius Maximus Gurges reist zu Ptolemaios II., um diplomatische Beziehungen mit Ägypten aufzunehmen.
- Die Etruskerstadt Caere schließt mit den Römern Frieden.
- Rom errichtet in Paestum und im etrurischen Cosa latinische Kolonien. Elea schließt sich ebenfalls den Römern an.
- Pyrrhos I. von Epiros macht Antigonos II. Gonatas den makedonischen Thron streitig und fällt in Makedonien ein. Pyrrhos gelingt die Einnahme von Aigai; Antigonos wird zur Flucht gezwungen.
- Pyrrhus beruft seinen Sohn Ptolemaios, der in Tarent geblieben war, nach Griechenland ab. Die Tarentiner sind nun im Kampf gegen die Römer endgültig auf sich gestellt.

### Kaiserreich China
- Der Staat Qin siegt bei Huayang über eine Koalition aus Wei und Zhao.

## Geboren
- Kōgen, legendärer Kaiser Japans († 158 v. Chr.)

## Gestorben
- Appius Claudius Caecus, römischer Staatsmann (* um 340 v. Chr.)